# Oppen und Ehrlich

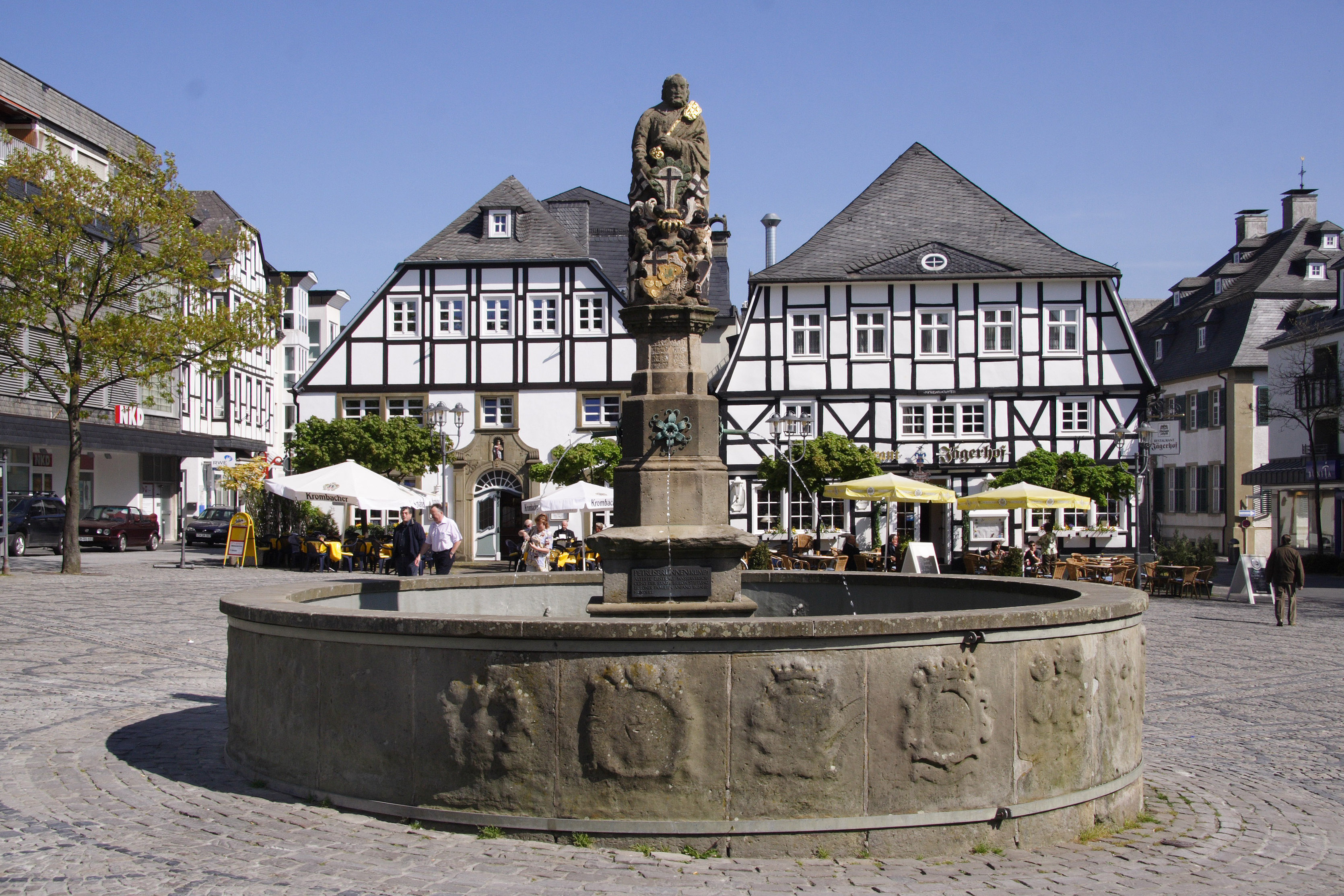
Brilon, einer der Drehorte

Oppen & Ehrlich ist eine deutsche Comedy-Fernsehserie des WDR mit 16 Folgen in zwei Staffeln, die dienstags zur Hauptsendezeit um 20.15 Uhr liefen.

## Inhalt
Die Folgen handeln von den Halbbrüder Heinrich Hinner Oppen und Otwin Ehrlich. Beide sind Bürger der fiktiven  sauerländischen Kleinstadt Reichenberg. Oppen ist der SPD-Bürgermeister der Stadt. Sein Halbbruder ist CDU-Mitglied und mit seiner Textilfabrik der größte Unternehmer in der Stadt. Sie zanken sich ständig über Politik, Frauen oder Bürokratie. Sie halten jedoch zusammen, wenn Dritte gegen sie aktiv werden. Eine ausgleichende Rolle spielt die Mutter Frederike.

## Hintergrund
Als Drehort diente unter anderem der Marktplatz im sauerländischen Brilon. Die Musik stammte von Ralph Siegel.
Die Geschichten sind laut Autor Felix Huby von Don Camillo und Peppone inspiriert. Das Drehbuch stammte von Felix Huby und Michael Ulrich. Huby bemängelte,  das Produktionsunternehmen Bavaria und der WDR habe „das versöhnliche Element aus seinen Büchern entfernt und die Figuren aggressiver gemacht“, ohne ihn darüber zu informieren. Die Regie führte Hajo Gies. Die Hauptrollen spielten Uwe Friedrichsen und der DDR-Schauspieler Andreas Schmidt-Schaller, der sie laut eigener Aussage seiner Mitwirkung im Ost-West-Tatort Unter Brüdern verdankt.

## Episodenliste

### Staffel 1
| Nr. (ges.) | Nr. (St.) | Originaltitel                     | Erstausstrahlung Deutschland | Regie                        | Drehbuch                   |
| ---------- | --------- | --------------------------------- | ---------------------------- | ---------------------------- | -------------------------- |
| 1          | 1         | Mit Haken und Ösen                | 25. Feb. 1992                | Hajo Gies, Franz Peter Wirth | Felix Huby, Michael Ulrich |
| 2          | 2         | Wie die Jungfrau zum Kind         | 3. März 1992                 | Hajo Gies, Franz Peter Wirth | Felix Huby, Michael Ulrich |
| 3          | 3         | Die Macht der Presse              | 10. März 1992                | Hajo Gies, Franz Peter Wirth | Felix Huby, Michael Ulrich |
| 4          | 4         | Die Liebe ist ein seltsames Spiel | 17. März 1992                | Hajo Gies, Franz Peter Wirth | Felix Huby, Michael Ulrich |
| 5          | 5         | Kommen und Gehen                  | 24. März 1992                | Hajo Gies, Franz Peter Wirth | Felix Huby, Michael Ulrich |
| 6          | 6         | Wer die Wahl hat                  | 31. März 1992                | Hajo Gies, Franz Peter Wirth | Felix Huby, Michael Ulrich |
| 7          | 7         | Hoher Besuch                      | 7. Apr. 1992                 | Hajo Gies, Franz Peter Wirth | Felix Huby, Michael Ulrich |
| 8          | 8         | Geschwisterblut                   | 21. Apr. 1992                | Hajo Gies, Franz Peter Wirth | Felix Huby, Michael Ulrich |

### Staffel 2
| Nr. (ges.) | Nr. (St.) | Originaltitel                | Erstausstrahlung Deutschland | Regie                        | Drehbuch                   |
| ---------- | --------- | ---------------------------- | ---------------------------- | ---------------------------- | -------------------------- |
| 9          | 1         | Oh du Fröhliche              | 1. Juni 1993                 | Hajo Gies, Franz Peter Wirth | Felix Huby, Michael Ulrich |
| 10         | 2         | Alte Liebe                   | 8. Juni 1993                 | Hajo Gies, Franz Peter Wirth | Felix Huby                 |
| 11         | 3         | Das große Spiel              | 15. Juni 1993                | Hajo Gies, Franz Peter Wirth | Felix Huby, Michael Ulrich |
| 12         | 4         | Späte Rache                  | 22. Juni 1993                | Hajo Gies, Franz Peter Wirth | Felix Huby, Michael Ulrich |
| 13         | 5         | Wien bleibt Wien             | 29. Juni 1993                | Hajo Gies, Franz Peter Wirth | Felix Huby, Michael Ulrich |
| 14         | 6         | Der Jungbrunnen              | 6. Juli 1993                 | Hajo Gies, Franz Peter Wirth | Felix Huby, Michael Ulrich |
| 15         | 7         | Kleine Fische – Große Fische | 13. Juli 1993                | Hajo Gies, Franz Peter Wirth | Felix Huby, Michael Ulrich |
| 16         | 8         | Altlasten                    | 20. Juli 1993                | Hajo Gies, Franz Peter Wirth | Felix Huby, Michael Ulrich |